# Elezioni parlamentari in Iraq del 2014
Le elezioni parlamentari in Iraq del 2014 si sono tenute il 30 aprile. Esse sono state le quarte elezioni dalla caduta del regime Ba'th nel 2003, e le prime dal ritiro delle truppe americane nel 2011.

## Sistema elettorale
Il Paese è composto di 18 circoscrizioni elettorali (corrispondenti ai governatorati), ciascuna delle quali elegge 7-34 deputati, in base al peso demografico. Vi sono poi i seggi riservati alle minoranze: 5 per i cristiani, uno per i sabei, uno per gli yazidi e uno per gli shabak. Lo scrutinio è proporzionale plurinominale. Vi sono però altri 7 seggi compensatori nazionali, che sono attribuiti ai partiti che hanno ottenuto i migliori risultati a livello nazionale.Il diritto di voto si acquisisce a 18 anni. Possono essere elette soltanto le persone con almeno 30 anni e che abbiano un diploma di istruzione secondaria. I membri attivi delle forze armate non possono presentarsi come candidati. Sono anche escluse le persone condannate per appropriazione di fondi pubblici o per crimini d'onore, e gli ex quadri del partito Ba'th. Sono iscritti a votare circa 18 milioni di elettori.

## Contesto e campagna elettorale
L'elezione si svolse in un contesto di instabilità e violenza. Gli insorti del Daesh, dalle città di Falluja e Ramadi, proseguivano la lotta contro le autorità nella regione dell'Anbar. Il governo temeva una propagazione della guerra civile siriana e i legami tra gli islamisti siriani e iracheni. Gli attentati suicidi e altri attentati settari proseguirono in tutto il Paese, con oltre 2750 vittime dall'inizio del 2014. In alcune parti del Paese, Daesh minacciò i cittadini impedendo loro di prendere parte alle elezioni.
La campagna elettorale iniziò ufficialmente il 1º aprile, turbata da violenze e dominata dalla questione della sicurezza, del ristabilimento della pace e dell'ordine come temi prioritari rispetto a qielli economico-sociali, come le carenze di servizi pubblici essenziali, che passarono in secondo piano. La minoranza sunnita è ormai marginalizzata e non viene più evocata la riconciliazione tra le diverse comunità. 
Il premier uscente Nuri al-Maliki focalizzò la campagna sulla lotta al terrorismo. Nessuno dei principali blocchi politici presentò un programma elettorale, limitandosi a vaghe promesse o a questioni concernenti riforme istituzionali; pochi partiti presentarono proposte concrete in materia di politica economica e sociale. I cittadini iracheni non erano ancora abituati a valutare proposte di tal genere; pertanto le élite politiche e culturali e i media si focalizzarono sulle accuse reciproche tra i candidati e sugli scandali piuttosto che presentare un'analisi dei programmi politici. Inoltre i candidati facevano spesso appello alle origini etniche, religiose e tribali del loro elettorato di riferimento, piuttosto che fare campagna su specifici temi politici.
Il Partito dell'Appello (Da'wa), del premier uscente Nuri al-Maliki, fece affiggere a Baghdad dei manifesti che dichiaravano « è proibito votare per candidati laici», basandosi su una fatwā di un marja (guida spirituale) correlato al partito. Inoltre, attraverso una legge che permette l'esclusione dei candidati "di cattiva fama", il governo avrebbe impedito ad alcuni esponenti dell'opposizione di candidarsi, al punto che alla vigilia della campagna elettorale la commissione elettorale aveva minacciato di dimettersi in blocco in protesta contro le ingerenze del governo.

## Candidati
In totale vi furono 9.040 candidati di 142 partiti politici, associati in 41 coalizioni, quasi tutte legate a delle comunità religiose o etniche, con una suddivisione prettamente settaria.Ogni partito deve per legge presentare almeno un terzo di donne nelle liste.
La Coalizione dello Stato di Diritto, guidata dal premier uscente Maliki, composta di 12 partiti, è data per favorita alla vigilia delle elezioni. Il suo partito principale è il Partito Islamico Da'wa, di tendenza conservatrice, seguito dall'Assemblea degli indipendenti, e da partiti filo-iraniani come l'organizzazione Badr e il partito islamico Dawa Iraq. 
Un altro importante partito sciita è il Supremo Consiglio Islamico Iracheno, in precedenza filo-iraniano, ma dal 2007 ispirato dall'Ayatollah iracheno di Najaf.
Il movimento sadrista di Muqtada al-Sadr è un altro partito sciita. 
La principale coalizione sunnita è il Mutahidun, sostenitore di maggiore decentralizzazione e dell'autonomia locale delle province sunnite rispetto a Baghdad. 
Lo stesso obiettivo dell'autonomia è perseguito anche dal Partito Democratico del Kurdistan, che condivide con i sunniti anche la confessione.
La Coalizione araba è il principale partito laico, fortemente statalista e oppositore dell'autonomia del Kurdistan iracheno. Inoltre mentre i due principali partiti curdi, PDK e UPK, sono riuniti nella Coalizione curda unificata, il Movimento per il Cambiamento (Gorran) si è separato da essi.

## Risultati
| Liste                                                       | Voti       | %     | Seggi |
| ----------------------------------------------------------- | ---------- | ----- | ----- |
| Coalizione dello Stato di Diritto (Partito Islamico Da'wa)  | 3.141.835  | 24,14 | 89    |
| Coalizione Al-Muwatin (Supremo Consiglio Islamico Iracheno) | 982.003    | 7,55  | 28    |
| Movimenti sadristi (Blocco Al-Ahrar)                        | 917.589    | 7,05  | 34    |
| Mutahidun                                                   | 680.690    | 5,23  | 23    |
| al-Wataniya                                                 |            |       | 21    |
| Partito Democratico del Kurdistan                           | 1.038.002  |       | 25    |
| Unione Patriottica del Kurdistan                            | 851.326    |       | 21    |
| Coalizione Al-Arabiya                                       |            |       | 10    |
| Movimento per il Cambiamento                                |            |       | 9     |
| Partito della Virtù Islamica                                |            |       | 6     |
| Movimento della Riforma Nazionale                           |            |       | 6     |
| Diyala è la Nostra Identità                                 |            |       | 5     |
| Alleanza Irachena                                           |            |       | 8     |
| Unione Islamica del Kurdistan                               |            |       | 4     |
| Gruppo Islamico del Kurdistan                               |            |       | 3     |
| Alleanza Nazionale Ninive                                   |            |       | 3     |
| Alleanza Democratica Civile                                 |            |       | 3     |
| Altri                                                       |            |       | 29    |
| Totale                                                      | 11.222.403 |       | 328   |

## Formazione del governo
Le elezioni videro la conferma del Partito Islamico Da'wa. 
I 328 membri del nuovo Parlamento si insediarono il 1º luglio, prestando giuramento di svolgere onestamente le loro responsabilità e preservare la sovranità dell'Iraq e gli interessi del suo popolo. L'elezione del Presidente del Parlamento vide la prima contrapposizione per il disaccordo dei deputati curdi e sunniti rispetto al candidato proposto dai deputati sciiti. Il 13 luglio si tenne una nuova sessione, che vide l'elezione di Salim al-Jaburi.
Successivamente il Parlamento elesse come Presidente Fu'ad Ma'sum, il quale incaricò Haider al-Abadi di formare un governo l'11 agosto. Il governo fu formato l'8 settembre 2014 con un'ampia coalizione della maggior parte dei partiti politici.